# The Campaign
The Campaign (en España: En campaña todo vale, en Hispanoamérica: Locos por los votos) es una película de comedia del 2012 protagonizada por Will Ferrell y Zach Galifianakis como dos sureños que compiten por un escaño en el Congreso para representar a su pequeño distrito. El guion de la película fue escrito por Shawn Harwell, y por Chris Henchy, y la película está dirigida por Jay Roach.
La película fue producida bajo la compañía de producción de Sandler, Happy Madison; y fue rodada en Massachusetts, en los alrededores de Boston, Everett, Lynn, Brockton, Stoughton y Cape Cod. La película se estrenó el 15 de junio de 2012 y es distribuida por Columbia Pictures.

## Sinopsis
El congresista demócrata Cam Brady (Will Ferrell) del Distrito 14 de Carolina del Norte se está ejecutando para su quinto mandato sin oposición. Sin embargo, su campaña está dañada por la revelación de su relación amorosa con una de sus seguidoras, cuando Cam accidentalmente deja un mensaje de voz sexualmente explícito en el teléfono de una familia local.
Los empresarios corruptos, los hermanos Glen (John Lithgow) y Wade Motch (Dan Aykroyd), aprovechan esta oportunidad para convencer a Marty Huggins (Zach Galifianakis), director de turismo de la ciudad de Hammond y el hijo de uno de sus asociados, Raymond Huggins (Brian Cox), para ejecutar la campaña contra Cam, como parte de un plan para beneficiarse de los tratos ilegales con empresas chinas. Cam al principio subestima y humilla a Marty mostrando un vídeo biográfico presentando las cosas que ha hecho Marty en su vida. Los hermanos Motch luego contratan a Tim Wattley (Dylan McDermott) para ser el gerente de la campaña de Marty. Tim reinventa a Marty como un empresario exitoso y hombre de familia. La popularidad de Marty se eleva debido a su campaña eficaz mientras que Cam se daña aún más cuando accidentalmente golpea a un bebé cuando la intención era la de golpear a Marty. Cam luego dirige una campaña en donde retrata a Marty como un terrorista de Al Qaeda, y Marty expone a Cam como un falso cristiano, pidiéndole que recite la Oración del Señor, la cual él no puede hacer. Cam intenta restaurar su imagen religiosa al visitar una iglesia de los manipuladores de serpientes, pero es mordido por una serpiente. Un vídeo de la picadura se filtra en Internet y se hace viral.
Cuando el hijo de Cam planea para retirarse de su competencia por el presidente de la clase, Cam se da cuenta de que ha dado un mal ejemplo y visita a Marty para hacer la paz. Estando borracho, Cam le dice a Marty que originalmente se convirtió en un político para ayudar a la gente, alegando que como presidente de la clase retiró un tobogán peligroso y oxidado del campo de juego. Después Cam se va, y Wattley convence a Marty para llamar a la policía e informar que Cam está conduciendo en estado de ebriedad. Cam es arrestado y su campaña se daña de nuevo. En un debate, Marty retrata una historia que Cam escribió en el 2º grado como un «manifiesto comunista», y Cam accidentalmente golpea a Uggie, el perro de The Artist cuando intenta atacar a Marty; una vez más esto afecta a la popularidad de Cam. Marty posteriormente transmite un anuncio de televisión en el que el hijo de Cam llama a Marty "papá". Cam se venga de Marty seduciendo a su esposa Mitzy (Sarah Baker) y grabando el acto. La cinta de sexo liberado humilla a la familia de Huggins y causa que el gerente de campaña de Cam, Mitch (Jason Sudeikis) renuncie. Marty toma represalias hacia Cam disparándole en la pierna en un viaje de caza, lo que aumenta su popularidad.
Como se acercan las elecciones, Marty se reúne con los hermanos Motch y se entera de sus planes de vender Hammond a sus socios de negocios chinos y convertir la ciudad en una gran serie de fábricas. Marty da cuenta de que ha sido utilizado y rechaza el apoyo de los hermanos Motch. Los hermanos Motch le ofrecen a Cam su apoyo en lugar de preservar sus planes. Marty mientras tanto se reconcilia con su familia.
El día de las elecciones, la victoria de Cam parece ser cierta hasta que Marty se presenta y expone la intención de los hermanos Motch "y su promesa de preservar Hammond si es elegido". Cam aun así gana y sigue siendo congresista debido a que las máquinas de votación eran fraudulentas debido a que eran de la compañía de los hermanos Motch. Mientras Cam se regodea, Marty muestra sus cicatrices grandes y revela el voto por Cam para presidente de la clase. Al darse cuenta de que ha influido de sus verdaderos objetivos como político, se retira de la elección y Marty gana por defecto. Cam gana de nuevo el respeto de Mitch, y más tarde Marty le nombra como su jefe de personal.
Seis meses más tarde, Marty y Cam exponen el escándalo de los hermanos Motch y los hermanos están llamados a comparecer ante el Congreso. El punto Motch hermanos que todo lo que hicieron es legal bajo Citizens United v. Comisión Electoral Federal, pero son detenidos por su asociación con Wattley, que es en realidad un fugitivo internacional conocido como «el Carnicero Griego».

## Reparto
- Will Ferrell como Camden "Cam" Brady.
- Zach Galifianakis como Martin "Marty" Huggins.
- Dylan McDermott como Tim Wattley.
- Jason Sudeikis como Mitch Wilson.
- Brian Cox como Raymond Huggins.
- John Lithgow como Glen Motch.
- Dan Aykroyd como Wade Motch.
- Katherine LaNasa como Rose Brady.
- Sarah Baker como Mitzi Huggins.
- Grant Goodman como Clay Huggins.
- Kya Haywood como Dylan Huggins.
- Karen Maruyama como Srta. Yao
- Taryn Terrell como Janette.
- Josh Lawson como Tripp.
- P. J. Byrne como Rick.
- Tzi Ma como Sr. Zheng
- Jack McBrayer como Mr. Mendenhall.
- Kate Lang Johnson como Shana.
- Steve Tom como Rep. Ben Langley.
- Seth Morris como Confession Husband.
- John Goodman como Scott Talley.

### Otros
- Wolf Blitzer
- Piers Morgan
- Bill Maher
- Chris Matthews
- Dennis Miller
- Lawrence O'Donnell
- Joe Scarborough
- The Miz
- Mika Brzezinski
- Willie Geist
- Ed Schultz
- Bachman-Turner Overdrive
- Uggie
- Rob Mariano

## Producción
La producción de la película comenzó el 14 de noviembre del 2011, y continuó hasta febrero de 2012 en Nueva Orleans, Hammond, y en el Área metropolitana de Nueva Orleans.

## Lanzamiento
La película fue estrenada el 10 de agosto de 2012. El lanzamiento en DVD fue el 30 de octubre de 2012.

## Recepción
La campaña recibió críticas positivas de los críticos, con una calificación preliminar de 67% en Rotten Tomatoes basado en 76 opiniones. El consenso declaró: "Su marca de crudo de la sátira política no es tan inteligente o fuerte como se podría esperar en un año electoral, pero la campaña se las arregla para generar un número suficiente de risas gracias a sus bien pareados clientes potenciales." En Metacritic posee una puntuación de 49/100, lo que indica críticas mixtas. Richard Roeper otorga a la película una A, y la describió como "una de las mejores comedias del año" en la que "el material es ofensivo, divertido, pero las risas son muy consistentes".

## Temas
La película satiriza las modernas elecciones estadounidenses y la influencia del dinero corporativo, de forma directa satiriza a John Edwards, así como a los hermanos Koch con otro par de hermanos ultra-ricos: los hermanos Motch. La película también hace referencia a la campaña "New Labour, New Danger" del Partido Conservador Británico.